# Carrù
Carrù é uma comuna italiana da região do Piemonte, província de Cuneo, com cerca de 4.007 habitantes. Estende-se por uma área de 26 km², tendo uma densidade populacional de 154 hab/km². Faz fronteira com Bastia Mondovì, Bene Vagienna, Clavesana, Farigliano, Magliano Alpi, Mondovì, Piozzo.

## Demografia
| Variação demográfica do município entre 1861 e 2011                               |
|                                                                                   |
| Fonte: Istituto Nazionale di Statistica (ISTAT) - Elaboração gráfica da Wikipedia |